# 陳有會
陳有會（1750年12月12日—1795年7月22日），字道貫，號啟堂，初號一亭，福建福州府閩縣人，乾隆三十九年甲午科舉人，歷任翰林院編修、國史館編修、武英殿纂修，授承德郎。